# Authority Zero
Authority Zero ist eine US-Punkband aus Mesa (Arizona), deren Gründungsmitglieder seit 1994 gemeinsam Musik machen. In ihrer Musik finden sich vielerlei Einflüsse wie Skatepunk, Reggae oder Hardcore.

## Geschichte
Gegründet wurde die Band 1994 auf derselben High School, die auch Jimmy Eat World besuchten. Ihr erstes Album A Passage in Time veröffentlichte Authority Zero im Jahr 2002 bei dem Independent-Label Lava Records.
Nachdem die Band (speziell durch die Teilnahme an der Warped Tour) an Bekanntheit gewonnen hatte, folgte im Jahr 2004 ihr zweites Album Andiamo, das ebenfalls auf Lava Records veröffentlicht wurde. 2006 nahm die Band ein Unplugged-Live-Album auf, das den Titel Rhythm and Booze trägt. Anfang 2007 brachten sie ihr viertes Album mit dem Namen 12:34 heraus.

## Diskografie

### Alben
- 2002: A Passage in Time
- 2004: Andiamo
- 2007: 12:34
- 2010: Stories of Survival
- 2013: The Tipping Point
- 2017: Broadcasting to the Nations
- 2018: Persona non grata
- 2021: Ollie Ollie Oxen Free

### Andere
- 2005: (And) I Am Zero (DVD)
- 2006: Rhythm and Booze (Akustisches Livealbum)
- 2012: Less Rhythm More Booze

### Demos
- 1999: Live Your Life
- 2001: Patches in Time